# Torre de Riquelme

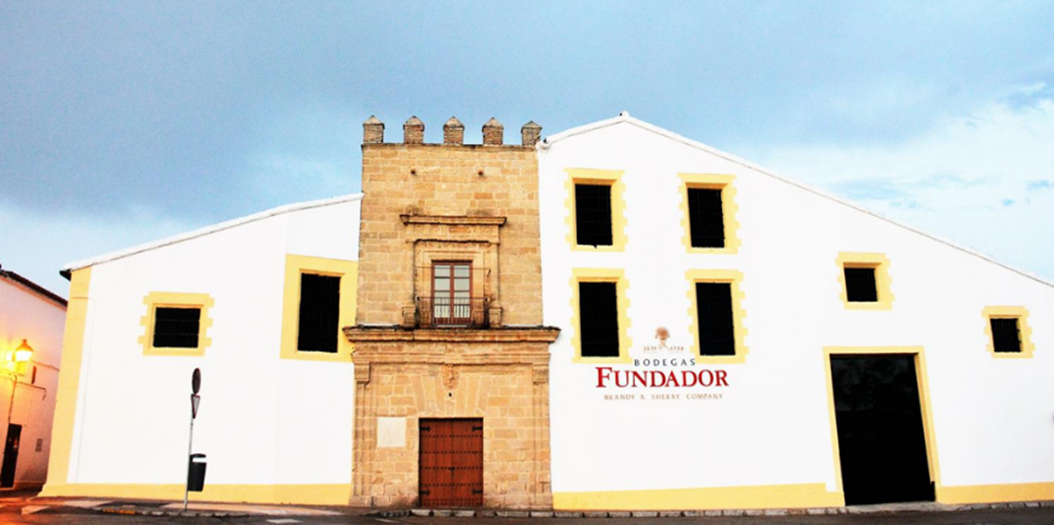
Portada de la Torre de Riquelme, adosada a Bodega El Castillo

La Torre de Riquelme es una edificación medieval de carácter defensivo, de unos 12 metros de altura y ubicada en el barrio de San Mateo, al suroeste de la ciudad de Jerez de la Frontera. Es de época andalusí y a lo largo de los siglos ha sufrido diversas reedificaciones y restauraciones. Originalmente formaba parte de las construcciones colindantes o anexas a la desaparecida Puerta de Rota, no siendo esta torre la entrada principal. 
Actualmente está integrada en la fachada de la Bodega “El Castillo”, propiedad de Bodegas Fundador y se encuentra inscrita en el Catálogo General del Patrimonio Histórico Andaluz desde el 25 de junio de 1985.

## La muralla de Jerez de la Frontera y la Puerta de Rota.
La muralla de Jerez se estima que fue construida a mediados del siglo XII con la llegada de los almohades, momento en el que la ciudad cobró mucha importancia política y económica. Anteriormente se contaba con un amurallamiento más pequeño, pero del que se desconoce cuál era su trazado. El sistema de amurallamiento del que podemos ver hoy en día en algunos tramos, en su origen estaba constituido por una muralla de nueve metros de altura y una muralla delantera más pequeña o barbacana de unos cuatro metros a poca distancia de la anterior. El trazado perimetral eran aproximadamente tres kilómetros, con 4 puertas principales de entrada a la ciudad: Puerta Real, Puerta de Sevilla, Puerta de Santiago y Puerta de Rota. Estas entradas se abrían entre torres, formando recodos con un fin defensivo.
La Puerta de Rota que se situaba en un altozano y que tras la reconquista tendría otros nombres como del Aceituno o de la Serranilla, era uno de los cuatro accesos de la ciudad en época islámica, ya que en ella desembocaban los caminos que venían de Cádiz, Rota y Sanlúcar. A partir del siglo XVI la Puerta del Arroyo, abierta posteriormente bajo dominación cristiana y con más tránsito a partir de ese momento, comenzó a cobrar más protagonismo en detrimento de la Puerta de Rota, la que posteriormente tras años sin mantenimiento fue derribada sobre el año 1787.

## La Torre de Riquelme. Linaje familiar.
La historia del linaje de la familia Riquelme en Jerez de la Frontera, la encontramos en el año 1264, cuando el rey Alfonso X le otorgó un privilegio al capitán Beltrán Riquel y su mujer doña Polonia, concediéndoles la ronda de torre a torre en el muro frontero a la puerta de la Serranilla. Anteriormente Beltrán Riquel se había encargado de la defensa de esta puerta de la ciudad. En la actualidad podemos ver una placa de mármol que hace mención a este hecho, con el siguiente texto:

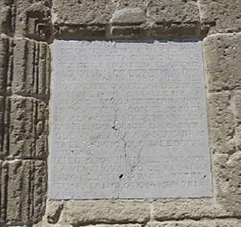
Placa de mármol, a la izquierda de la puerta de entrada a la Torre de Riquelme.

“Año 1264, a Beltran Riquelme en premio de sus méritos en la conquista de esta ciudad de Xerez de la Frontera el S. Rey D. Alonso el Sabio repartió y dio estas casas, la ronda del muro frontero a ellas de torre a torre para caballerizas y los cabezos de tierra del muro a fuera con el pozo para alcaceles de sus caballos, partiendo desde la carrera que va de aquí a Sanlúcar hasta el arroyo que sale de esta ciudad. D. Pedro José Riquelme y Morla veinte y cuatro de ella la hizo reedificar para perpetuar tan gloriosa memoria, año 1796.”
En principio se creía que esta torre pertenecía al entramado de acceso de la desaparecida Puerta de Rota, dándole el sobrenombre de Castillo de Rota o Castillo de Riquelme hasta su última denominación como Torre de Riquelme.
Desde la toma de posesión y edificación de la propiedad por Beltrán Riquelme, la torre formaría parte de una vivienda encastillada, propiedad de la familia Riquelme, con una clara función defensiva. Otros nombres célebres de esta familia fueron Juan Riquel, apodado “El Viejo”, que en 1464 aparece en algún testimonio escrito como custodio de la Puerta de Rota y que ostentó los cargos de regidor de la ciudad y alcalde mayor, o Hernán Riquel, que en 1542 manda a construir el Palacio Riquelme, en la misma collación de San Mateo, decidiendo así la caída en desuso de la propiedad.
Sería en el año 1777, encontrándose el lugar en un estado deplorable, debido a la decadencia de ese sector urbano, se le encarga al arquitecto Miguel de Olivares realizar una inspección, en la que dictamina la ruina de la casa de los Riquelme.

## Rehabilitación y recuperación.

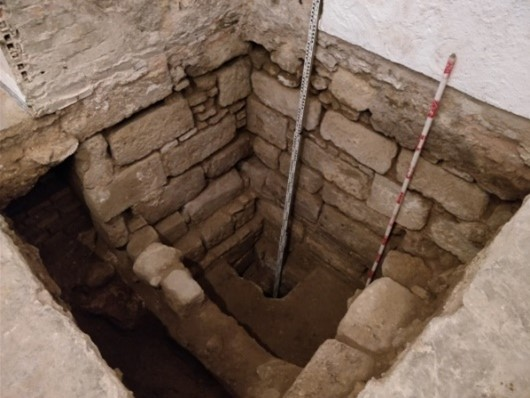
Trabajos de restauración en el interior de la torre, en el año 2016.

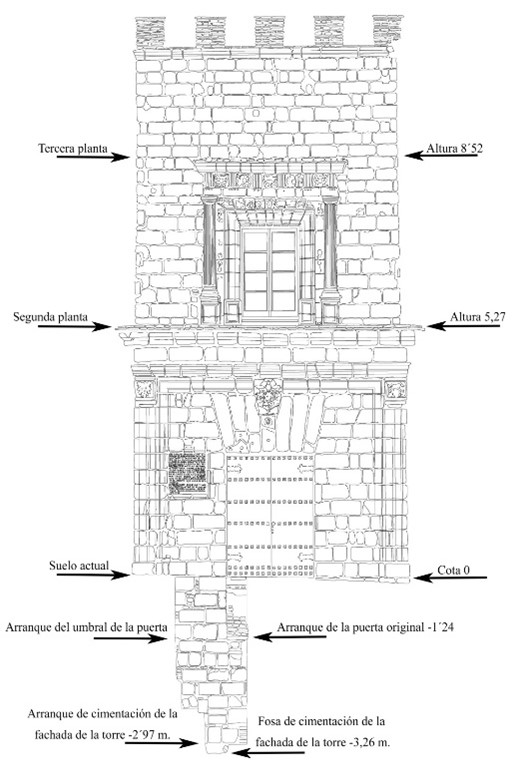
Esquema de la Torre de Riquelme, tras el estudio arqueológico en 2016.

Desde final del siglo XVIII, la torre ha sido objeto de varias rehabilitaciones hasta el día de hoy. En 1796, la compañía Juan Haurie y Sobrinos, antecesora de Bodegas Domecq y actuales Bodegas Fundador, compra el solar anexo a la torre de Riquelme a Pedro José Riquelme y Morla, descendiente de la familia, con la condición expresa que la compañía reconstruya la torre y que ésta siga perteneciendo al linaje de los Riquelme. Este mismo año se procede tanto a la reconstrucción de la torre, donde se instala la lápida de su fachada, como a la construcción de la bodega “El Castillo”, modificando sustancialmente el trazado de la calle San Blas, ya que hasta aquel momento, la torre hacía esquina con ella.
La Torre de Riquelme perteneció a esta familia hasta 1941. Tras pasar por varios propietarios sería adquirida en 1963 por Bodegas Domecq, compañía que encarga la reforma del interior al arquitecto Fernando de la Cuadra e Irizar con la intención de devolverle su aspecto primitivo.
En 2016, la compañía Bodegas Fundador puso en marcha la última rehabilitación de la Torre de Riquelme con la ayuda de arqueólogos, historiadores y restauradores, bajo la coordinación del arqueólogo Diego Bejarano. Los trabajos desvelaron que el arranque original de la puerta principal se sitúa realmente a más de un metro de profundidad y que la cimentación de la propia torre si sitúa a tres metros bajo el suelo, lo que permite suponer que un tramo de la torre original fue cubierto por el terreno.

## Ubicación de la Puerta de Rota.
Durante 2016 se realizaron trabajos de carácter arqueológico en la torre, con el fin de realizar un estudio a cargo del arqueólogo e historiador Diego Bejarano, junto a un equipo multidisciplinar. Este estudio llegó a la conclusión que la Torre de Riquelme debe estar desvinculada y no debe ser identificada como la entrada principal de la desaparecida Puerta de Rota, sino como parte del entramado de edificaciones colindantes de la época andalusí.
Actualmente la Torre de Riquelme sigue anexa a la antigua bodega “El Castillo” y es parte de las instalaciones de Bodegas Fundador.